# Титанові руди
Тита́нові ру́ди — мінеральні утворення, з яких економічно доцільно та технологічно можливо видобувати метал титан (Ті), один з найважливіших конструкційних та стратегічних металів. Враховуючи питому міцність, твердість та корозійну стійкість, титан використовується для побудови літаків, космічних кораблів, складної хімічної апаратури та ядерної техніки. Завдяки заміні сталі на титан вага, наприклад, літаків значно зменшується і тому їхня ефективність значно збільшується.

## Загальний опис
Головні мінерали титанових родовищ: ільменіт (43,7-52,8 % ТіО2); рутил, анатаз і брукіт (94,2-99,5); лейкоксен (61,9-97,6); лопарит (38,3-41); сфен (33,7-40,8); перовськіт (38,7-57,8). Більшість родовищ, з руд яких отримують титан, комплексні. Нарівні з титаном з них вилучають Fe, V, Zr, Sc, Р. Перспективне попутне отримання Nb, Та, Th, РЗЕ. Промислові родовища титанових руд поділяються на магматичні, екзогенні і метаморфогенні. Вміст ТіО2 в рудах у залежності від типу родовищ коливається в межах 0,5-35 %. За якістю руди титану поділяють на багаті, середні та бідні (див. таблицю). Світові запаси титанових руд близько 400 млн т., які на 70-80 % знаходяться в корінних титаномагнетитових, ільменітових, перовськітових та інших рудах. Розсипи складають 20-30 % запасів, хоча сучасний видобуток титану на 60 % здійснюється з розсипів. Головні видобувні країни: Австралія, Канада, ПАР, Норвегія, РФ. Вміст ТіО2 в ільменітових концентратах 42-45 %, в рутилових до 95 %.
| Категорія руд та розсипів | Ільменіт у корінних родовищах, % | Рутил у корінних родовищах, % | Ільменіт у розсипних родовищах, % |
| Багаті                    | 45-50                            | 5                             | 50-100                            |
| Середні                   | 20-30                            | 3-5                           | 20-50                             |
| Бідні                     | 10-20                            | 1,5-3                         | 10-20                             |

Основними виробниками титанового концентрату є Австралія, США, Норвегія і Україна. Виробництво металевого титану налагоджене в Росії, США, Англії і Японії. Унікальні корінні родовища мають запаси в десятки мільйонів тонн, великі — в одиниці мільйонів тонн, дрібні — в сотні тисяч тонн TiO2. Для розсипних родовищ порядок цифр меншає вдвічі. Промисловими родовищами вважаються ті, які містять в рудах понад 10 % TiO2 в корінних родовищах і понад 10 % ільменіту або 1,5 % рутилу в розсипах. Шкідливі домішки — Cr, Р і S.
Серед промислових родовищ титану виділяють: магматичні, розсипні, вивітрювання, осадово-вулканогенні і метаморфогенні. Найбільш значні промислові магматичні родовища титану приурочені до великих масивів анортозитової формації, площею в сотні і тисячі квадратних кілометрів. Приклади: родов. Лак Тіо у Канаді; Мало-Тагульське, Лисанське, Кручинінське і Чинейського масиву (Читинська область, на трасі БАМ) — в РФ. Лак Тіо — найбільше в світі родовище гематит-ільменітових руд, що знаходиться в провінції Квебек, має запаси 125 млн.т. В ільменітових концентратах міститься 35 % діоксиду титану і 40 % заліза.
Серед розсипних родовищ титану розрізнюють два різновиди: прибережно-морські і континентальні. Головними є прибережно-морські комплексні ільменіт-рутил-цирконові розсипи; менше значення мають континентальні алювіально-делювіальні розсипи ільменіту. З сучасних прибережно-морських розсипів рутил та ільменіт добувають в Західній Австралії, Індії, Шрі-Ланці, Сьєрра-Леоне, частково в Бразилії і США. Великі запаси ільменітових пісків виявлені біля північного узбережжя Ґренландії, на східному узбережжі Мадагаскару, вздовж берегів оз. Малаві, на узбережжі Мозамбіку і Новій Зеландії. Прибережно-морські ільменіт-рутил-цирконові комплексні розсипи відрізняються великими розмірами і великими запасами. Для них характерні пласто- або лінзоподібні поклади, потужність яких досягає десятків метрів, а протяжність — декількох десятків кілометрів при ширині до кілометра. Піски звичайно тонко- і дрібнозернисті. Промисловий вміст в розсипах ільменіту і рутилу — від десятків до сотень кілограмів на 1 м3. Континентальні розсипи ільменіту поширені переважно в алювії, елювії і пролювії четвертинних, палеогенових і нижньокрейдових відкладах. Рудні тіла алювіальних розсипів звичайно мають форму стрічкоподібних покладів, приурочених до долин рік. Рудні мінерали нагромаджуються в нижніх горизонтах, в найбільш грубоуламковому матеріалі, представленому грубозернистим піском, гравієм або дрібним галечником. За мінеральним складом континентальні розсипи звичайно поліміктові (кварц, польовий шпат, каолініт). Розміри зерен ільменіту 0,1-0,25 мм і більше. Вміст ільменіту в промислових континентальних розсипах від декількох десятків до декількох сотень кілограмів на 1 м3. В Україні прикладом прибережно-морського розсипу є Правобережне родовище Придніпровського району, а континентального — Іршанське родовище Володарсько-Волинського району. Тут рудоносні піски мають близький мінеральний склад: лейкоксенізований ільменіт (44 %), рутил (16 %), циркон, дистен, силіманіт, ставроліт, турмалін (близько 10 % кожного). У невеликих кількостях зустрічаються хроміт, анатаз, брукіт, корунд, ксенотим і інш. Мінерали, як правило, дрібні (0,1-0,2 мм), добре обкатані.
Сучасні і поховані титаноносні кори вивітрювання утворюються на габро-анортозитах (Волинський масив) і метаморфічних породах (Український щит, Казахстан). Потужність кір вивітрювання досягає декількох десятків метрів. Ільменіту міститься до декількох сотень, а рутилу — до декількох десятків кілограмів на 1 м3.
Метаморфізовані родовища титану утворюються при метаморфізмі древніх розсипів і корінних первинномагтичних руд. Верхньо-протерозойські метаморфізовані розсипи в межах Башкирського підняття приурочені до пісковиків зильмердакської світи, де зустрічаються прошарки потужністю до 2,5 м, збагачені ільменітом (до 250—400 кг/т) і цирконом (до 30 кг/т).
Високоякісні ільменіт-магнетитові масивні і вкраплені ільменітові руди утворюються і при регіональному метаморфізмі первинно-магматичних руд. Прикладом промислових родовищ цього типу є Отанмякі у Фінляндії, приурочене до амфіболітів, що утворилися внаслідок метаморфізму рудоносного габро. Багаті руди цього родовища в середньому містять 12 % TiO2.

## Титанові руди в Україні
Див. Титанові руди України
В Україні, одній з нечисленних країн світу, де видобуваються титанові руди, їх поклади відкрили на початку 1950-х років і невдовзі почалася їхня експлуатація. Титанові руди поширені в Україні у межах Українського кристалічного масиву, особливо на сході Волині (Іршанське родовище) та в центральному Придніпров'ї (Самотканське — найбільше з усіх, Стремигородське). Українські титанові руди належать до екзогенних мінералів, представлених здебільшого ільменітом (FeTiO3), рутилом (ТіО2), аризонітом та лейкоксеном.
Метаморфічні родовища титану приурочені до древніх кристалічних сланців, ґнейсів, еклогітів і амфіболітів. Утворюються вони внаслідок метаморфізму інтрузивних, ефузивних і осадових порід, збагачені титаном. До цього типу належать докембрійські хлоритові сланці, що містять до 20 % рутилу (родовище Харворд, США) і докембрійські ґнейси з рутилом (до 25 %) — родовище Плюмо Ідальго в Мексиці та ін.